# City of Ember
City of Ember är en film (genre: science fiction-fantasy) baserad på romanen av Jeanne DuPrau. Den regisserades av Gil Kenan efter ett manus av Caroline Thompson.